# Thomas Rabe
Thomas N. Rabe (* Heidelberg, 18 de febrero de 1951) es profesor de obstetricia y ginecología en el hospital universitario de Heidelberg así como autor de varias publicaciones científicas y libros de consulta.

## Biografía
Thomas Rabe recibió su grado médico en Heidelberg. Desde 1983 trabaja como médico especializada de obstetricia y ginecología. Su investigación se centró en el metabolismo de los esteroides de la placenta, los nuevos métodos de planificación familiar, la terapia hormonal y el desarrollo de sistemas de enseñanza basados en computadora.
Después de su puesto como profesor de ginecología y obstetricia en 1991, llegó a ser médico adjunto en el hospital universitario y el departamento de ginecología, endocrinología y problemas de fertilidad.
Entre 1995 y 1999 fue responsable de las actividades científicas de los centros colaboradores de la OMS (Ginebra) a la clínica ginecológica universitaria. Además, Rabe pertenece a los consejos editoriales de varias revistas nacionales e internacionales.
Thomas Rabe es el nieto de John Rabe y se compromete a trabajar a través del difícil pasado entre China y Japón (causado entre otros por la segunda guerra sino-japonesa y sus consecuencias), que hasta hoy pesa sobre las relaciones binacionales de los países.
Con ayudó de su familia, Thomas Rabe ha traído en existencia el John Rabe Communication Centre, que es dedicado a proseguir la idea de la paz de su abuelo John Rabe et que tiene como objetivo de crear una base para la comprensión internacional, en especial entre China y Japón.
Thomas Rabe aboga por un hermanamiento de ciudades entre Nanjing/China y Hiroshima/Japón. Cada año desde 2009 otorga el Premio John Rabe junto con el servicio austriaco de la paz en Nanjing.
Entre sus contactos internacionales para las clínicas y hospitales Thomas Rabe es igualmente miembro del consejo internacional al servicio austriaco en el extranjero.

## Premios
- 1996: doctor honoris causa de la Universidad Semmelweis, Budapest, Hungría.
- 1997: Doctor honoris causa de la Universidad Victor Babes de Medicina y Farmacia, Timisoara, Rumania.
- 1999: Doctor honoris causa, University Woman's Hospital, Cluj, Rumania.
- 2002: Profesor honorario, Universidad Carol Davila de Medicina y Farmacia, Bucarest, Rumania.

## Publicaciones (selección)
- Rabe T, Strowitzki T, Diedrich K (eds.) (2000). Manual on Assisted Reproduction. 2nd updated Edition. Springer Verlag Berlin, Heidelberg, New York.
- Rabe T, Runnebaum, Benno (1999) Fertility control - update and trends. Springer, Heidelberg. ISBN 3-540-64763-5 ISBN 978-3-540-64763-8.
- Rabe T, Runnebaum B (eds) (1998). Fertility Control Springer, Heidelberg.
- Rabe T, Diedrich K, Runnebaum B (Eds) (1997). Assisted Reproduction - a manual. Springer-Verlag, Heidelberg ISBN 3-540-61134-7 ISBN 978-3-540-61134-9.
- Runnebaum B, Rabe T, Kiesel L (1985). Future aspects in contraception: Part 1: Male contraception. MTP Press Limited, Falcon House, Lancaster, England.
- Runnebaum B, Rabe T, Kiesel L (Eds.) (1991). Female contraception and male fertility regulation. Parthenon Publishing Group, Casterton Hall, Carnforth, Lancaster, England ISBN 1-85070-334-5 ISBN 978-1-85070-334-1.